# Гильдебрандт, Георг Фридрих
Георг Фридрих Гильдебрандт (нем. Georg Friedrich Hildebrandt; 5 июня 1764, Ганновер — 23 марта 1816, Эрланген, Средняя Франкония) — немецкий учёный, профессор медицины, химии и физики в Университете Эрлангена.

## Биография
Сын личного хирурга королевской семьи Иоганна Георга Хильдебранда и Иоганны Элеоноры, урожденной Хартманн, Хильдебранд рано осиротел и находился на попечении своей мачехи Иоганны Августы Брандес. Если бы не племянник Людвига Кристиана Меншинга (1716—1781), пастора из Зеельца и придворного врача, Август Людвиг Меншинг (1753—1804), поселившийся в доме его отца, он вполне мог бы стать «полным ничтожеством». В 12 лет он поступил в высший класс местной гимназии под руководством Иоганна Даниэля Шумана, директора школы, и Генриха Филиппа Секстро, завуча. В 16 лет начал изучать естественные науки и медицину в Гёттингенском университете под руководством Генриха Августа Врисберга, Иоганна Фридриха Блуменбаха, Эрнста Готфрида Бальдингера и Иоганна Андреаса Мюррея. Через три года ему была присуждена докторская степень с диссертацией «De pulmonibus».
Для приобретения практического опыта посещал немецкие мануфактуры, шахты и больницы. В 1785 году вернулся в Геттинген и первоначально стал частным преподавателем.
В Берлине в 1786 году познакомился с герцогом Брауншвейгским, который назначил его профессором анатомии в Брауншвейгском анатомо-хирургическом институте, где с 1791 по 1793 гг. его ассистентом был Георг Фридрих Мюри (1774—1848).
В 1793 году был назначен профессором медицины и химии в Эрлангене. В том же году был избран членом-корреспондентом Гёттингенской академии наук и членом Леопольдины. После того как в 1799 году Иоганн Тобиас Майер был отозван в Гёттинген, он также занял должность профессора физики. В том же году стал проректором. В 1812 году был принят в члены-корреспонденты Прусской академии наук. Был почётным членом Гёттингенского частного физического общества, основанного в 1789 году. Также был членом масонской ложи «Libanon zu den drei Cedern» в Эрлангене.

### Семья
В 1809 году его дочь Юли вышла замуж за Карла Хонбаума .